# Три Оукс (Флорида)
Три Оукс (енгл. Three Oaks) насељено је место без административног статуса у америчкој савезној држави Флорида.

## Демографија
По попису из 2010. године број становника је 3.592, што је 1.337 (59,3%) становника више него 2000. године.
| Група             | 2000.         | 2010.         |
| Белци             | 2.094 (92,9%) | 2.918 (81,2%) |
| Афроамериканци    | 6 (0,3%)      | 66 (1,8%)     |
| Азијати           | 31 (1,4%)     | 99 (2,8%)     |
| Хиспаноамериканци | 96 (4,3%)     | 463 (12,9%)   |
| Укупно            | 2.255         | 3.592         |